# 納希莫夫斯科耶湖
60°25′31″N 29°30′39″E / 60.42528°N 29.51083°E
納希莫夫斯科耶湖（俄语：Нахимовское），是俄羅斯的湖泊，位於該國西北部，由列寧格勒州負責管轄，長12.1公里、寬2公里，面積14.2平方公里，集水區面積85.5平方公里。